# Paris-Roubaix 1955

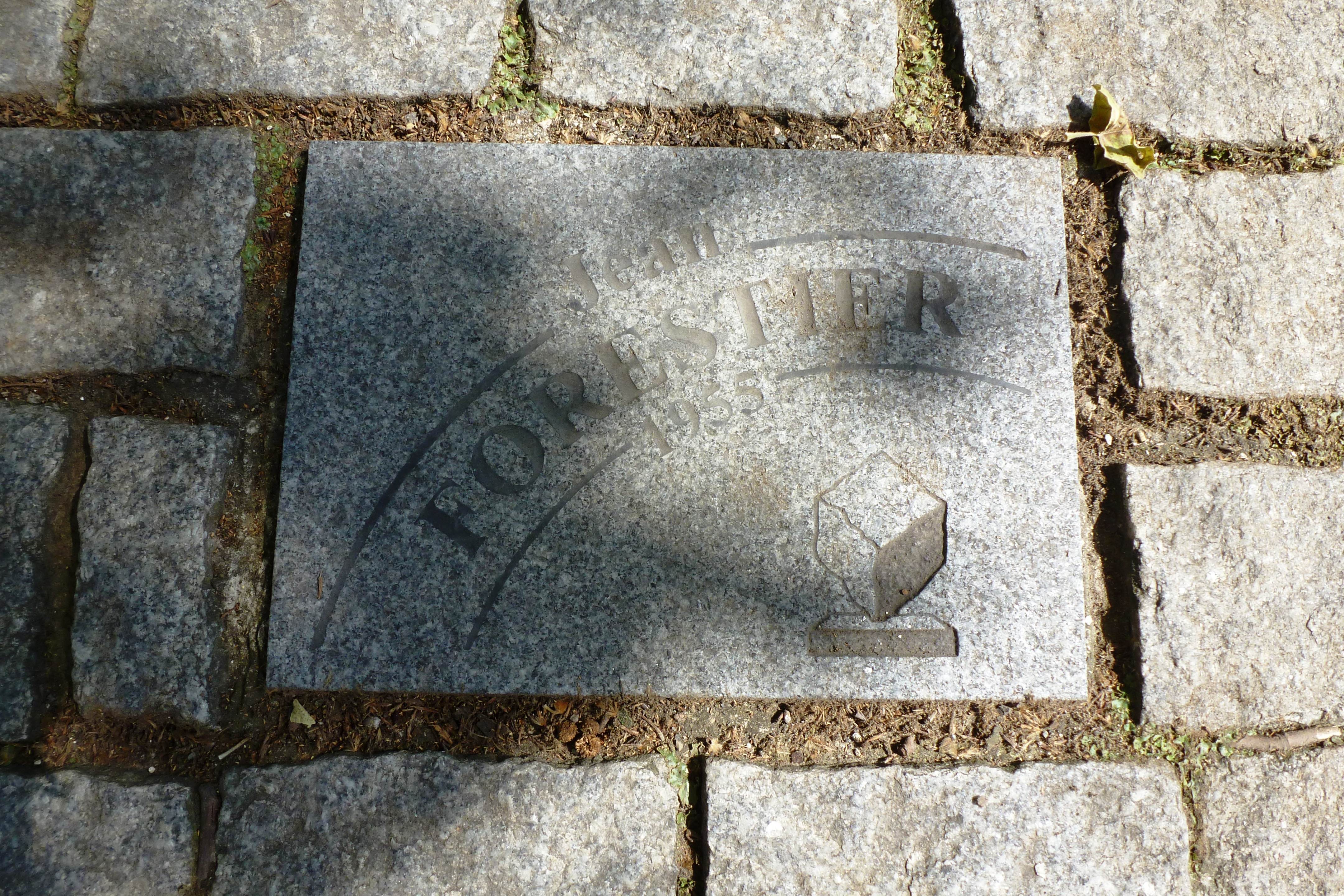
Pavé rendant hommage à Jean Forestier.

La 53e édition de la course cycliste Paris-Roubaix a eu lieu le 10 avril 1955 et a été remportée par le Français Jean Forestier.

## Classement final
|    | Cycliste          | Équipe              | Temps           |
| -- | ----------------- | ------------------- | --------------- |
| 1  | Jean Forestier    | Follis              | 6 h 06 min 42 s |
| 2  | Fausto Coppi      | Bianchi-Pirelli     | + 15 s          |
| 3  | Louison Bobet     | Bobet-BP-Hutchinson | + 15 s          |
| 4  | Gilbert Scodeller | La Perle-Hutchinson | + 15 s          |
| 5  | Raymond Impanis   | Elvé-Peugeot        | + 42 s          |
| 6  | Ernest Sterckx    | L'Avenir            | + 42 s          |
| 7  | Hugo Koblet       | Cilo                | + 42 s          |
| 8  | Bernard Gauthier  | Mercier-Hutchinson  | + 42 s          |
| 9  | Jacques Dupont    | La Perle-Hutchinson | + 1 min 08 s    |
| 10 | Joseph Planckaert | Elve-Peugeot        | + 1 min 08 s    |